# Tom Cairney
Thomas Cairney (Nottingham, Inglaterra, Reino Unido, 20 de enero de 1991) es un futbolista escocés. Juega de centrocampista y su equipo es el Fulham F. C. de la Premier League.

## Selección nacional
Fue internacional con la selección de fútbol sub-21 de Escocia.

## Clubes
| Club                   | País       | Año       |
| ---------------------- | ---------- | --------- |
| Hull City A. F. C.     | Inglaterra | 2009-2013 |
| Blackburn Rovers F. C. | Inglaterra | 2013-2015 |
| Fulham F. C.           | Inglaterra | 2015-     |

## Palmarés

### Campeonatos nacionales
| Título           | Club         | País       | Año  |
| ---------------- | ------------ | ---------- | ---- |
| EFL Championship | Fulham F. C. | Inglaterra | 2022 |